# Giovanni Battista Pacichelli
Giovanni Battista Pacichelli (né à Rome en 1641 et mort dans la même ville  en 1695) est un abbé bénédictin, diplomate, historien, cartographe et polygraphe romain.

## Biographie
Né à Rome en 1641 d'une famille originaire de Pistoia, Giovanni Battista Pacichelli étudie le droit civil et le droit canon à l'université de Pise, puis la théologie à Rome sous la protection du cardinal Lorenzo Brancati di Lauria. Il publie un panégyrique du pape Clément IX, des œuvres juridiques et hagiographiques et, en 1670, est nommé abbé commendataire de Saint-Marc. En 1672, il est envoyé comme protonotaire apostolique pour représenter le pape à la conférence de Cologne entre les ambassadeurs de Louis XIV et de l'archevêque électeur de Cologne. Il voyage ensuite en Hollande, France, Angleterre, Écosse, Suède, Danemark, dans les États du Saint-Empire et en Hongrie. En 1674, il est reçu membre de la Royal Society.
De retour à Rome en 1677, le pape Innocent XI lui propose un évêché qu'il refuse. Il préfère s'installer à la cour du duché de Parme comme conseiller de Ranuce II Farnèse, puis dans le royaume de Naples où il passe une douzaine d'années à étudier l'histoire, la géographie et les coutumes du pays.
En 1684, il parcourt la Sicile qu'il décrit dans Moderno stato della Sicilia, compresso della sua navigatione e passegio, publié à Naples en 1685. Il présente les principales villes et leurs constructions : Palerme, Messine, Catane, Syracuse, y compris des bâtiments aujourd'hui détruits comme la Palazzata (théâtre maritime) de Messine, construit par le vice-roi Emmanuel-Philibert de Savoie entre 1622 et 1624, ou les fortifications de la péninsule de San Raineri (it), édifiées par l’ingénieur Carlos de Grunenbergh (en) dans les années 1680.
Giovanni Battista Pacichelli rentre à Rome au début de 1695 et confie aux imprimeurs Muzio et Parrino le manuscrit de son grand ouvrage illustré, Il Regno di Napoli in prospettiva (« Le royaume de Naples en perspective »), publié après sa mort survenue la même année.

## Œuvres
- Schediasma de iis qui nullo modo possunt in jus vocari, Rome, 1669, in-4° ;
- Vita di Gio. Batt. de’ Marini, con un indice degli scrittori domenicani, ibid., 1670, in-4°. Cette vie du P. Marini paraît n’avoir pas été connue du P. Échard, puisqu’il ne la cite point dans les Script. ord. fratr. Prædicator.
- De distantiis, ibid., 1672, in-fol. ;
- Chiroliturgia, sive de varia ac multiplici manus administratione lucubrationes, Cologne, 1673, in-8° ;
- Diatriba de pede, ibid., 1675 ;
- De jure hospitalitatis, ibid., 1673, in-8° ;
- Memorie de’ viaggi per l’Europa cristiana, etc., Naples, 1685, 3 vol. in-12. C’est un recueil de lettres que l’auteur avait adressées à ses amis pendant ses voyages en Allemagne, en Angleterre et en France ; on y trouve des détails intéressants pour l’histoire littéraire de cette époque et des remarques qui annoncent un esprit judicieux et un observateur impartial.
- Memorie nuove, etc., ibid., 1690, 2 vol. in-12 ; c’est une suite nécessaire de l’ouvrage précédent ;
- Schediasma juridico-philologicum tripartitum de larvis, de capillamentis et de chirothecis, ibid., 1693, in-12 ; ce sont des recherches sur l’origine des masques, des perruques et des gants.
- De tintinnabulo Nolano lucubratio, ibid., 1693, in-12 ;
- Lettere familiari, istoriche et erudite, ibid., 1695, 2 vol. in-12.
- Il Regno di Napoli in prospettiva diviso in dodici provincie, in cui si descrivono la sua metropoli, e le cose più notabili, etc., ibid., 1703, 3 vol. in-4°, avec cartes et fig. C’était l’ouvrage le plus complet et le plus exact qui eût paru jusqu’alors sur le royaume de Naples.

Il Regno di Napoli in prospettiva : provinces
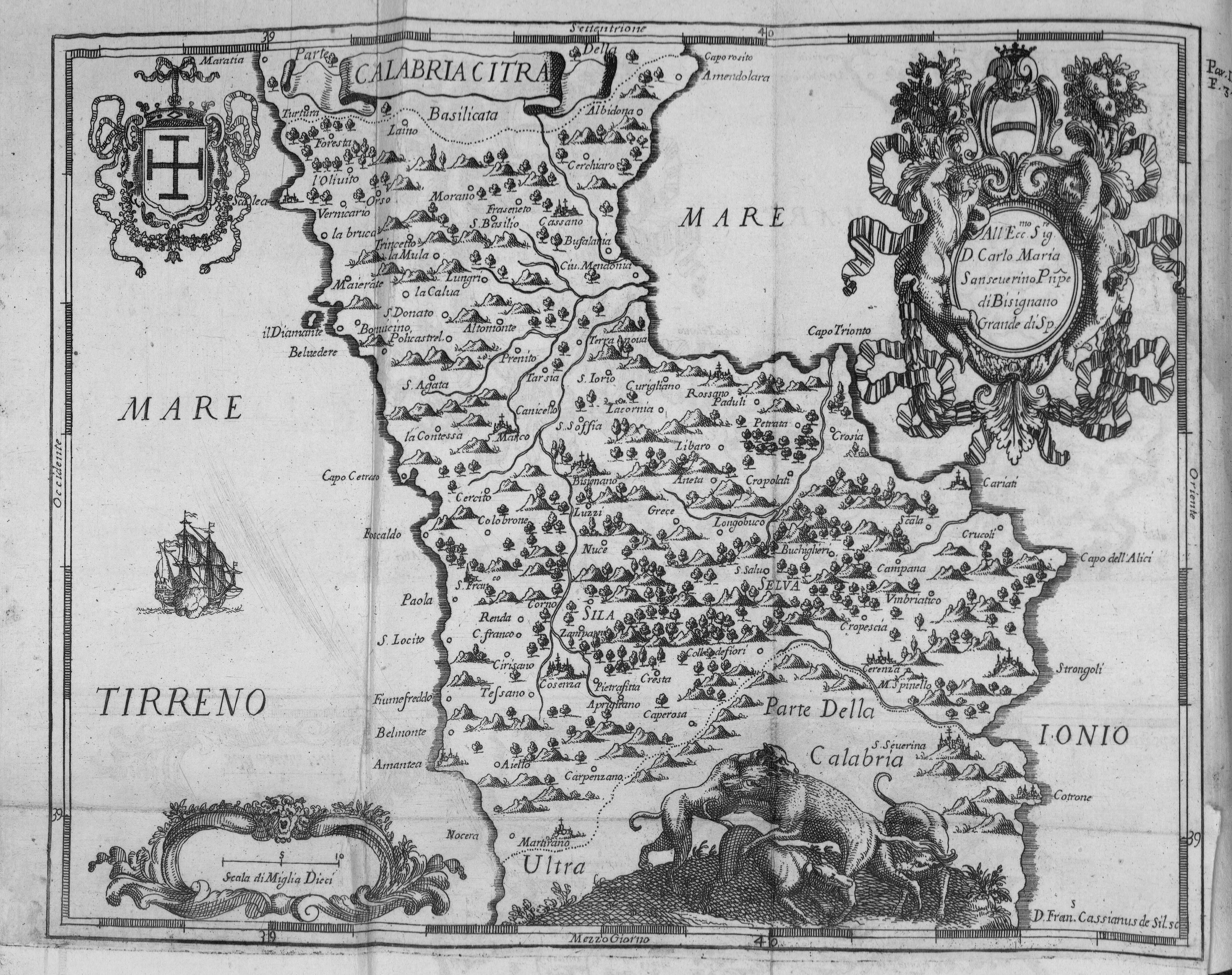
Calabre citérieure
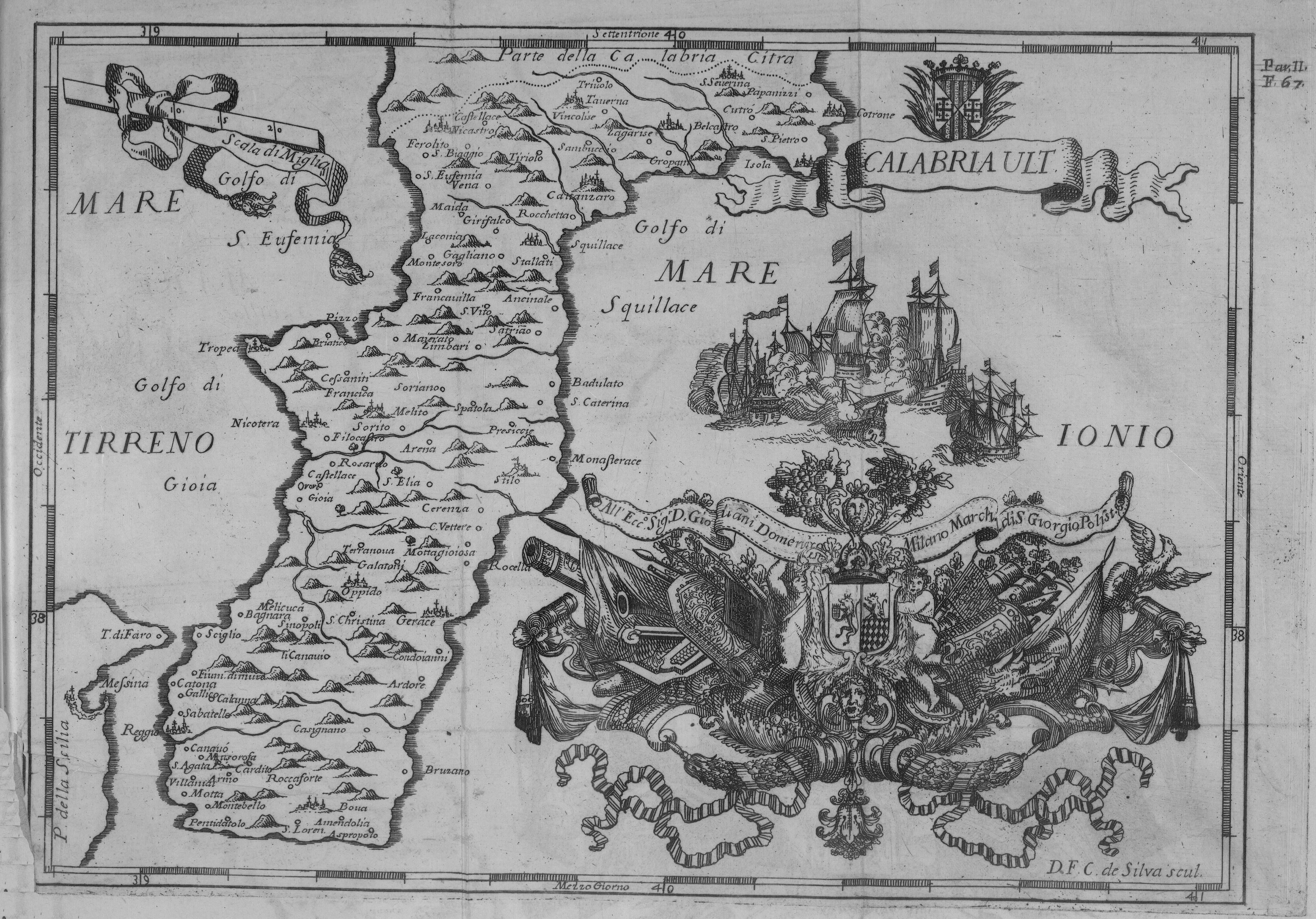
Calabre ultérieure
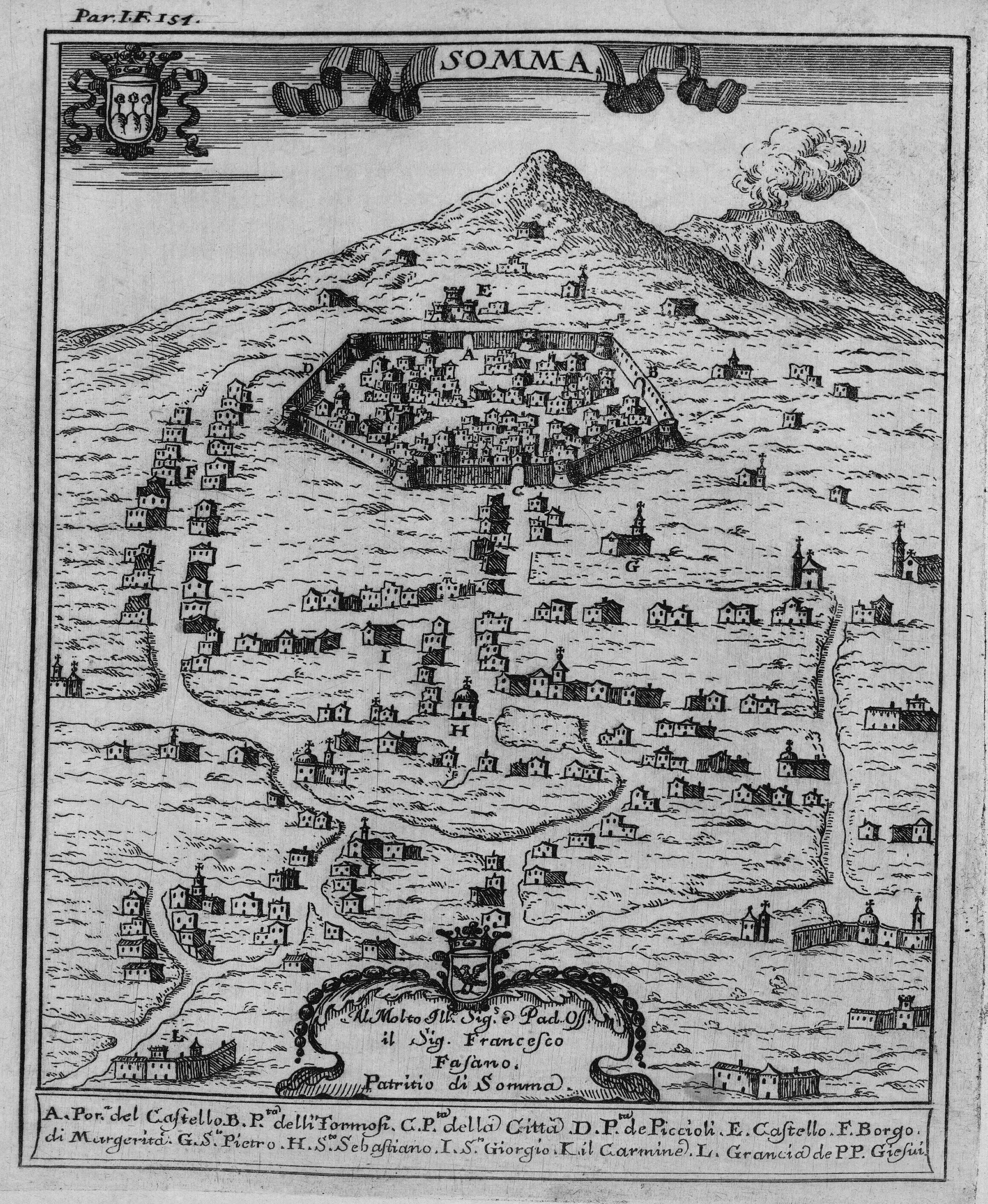
Mont Somma et Vésuve

Il Regno di Napoli in prospettiva : villes
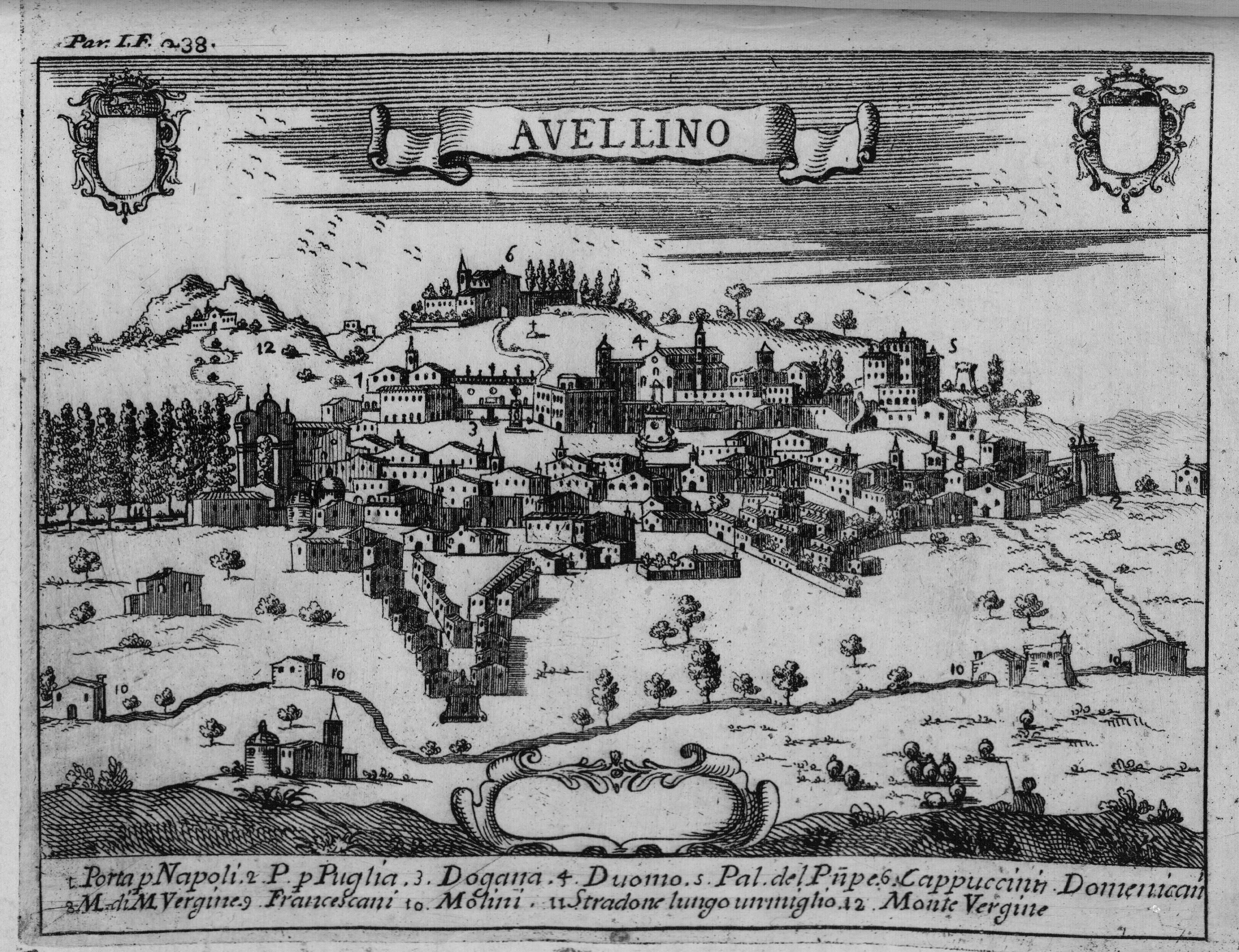
Avellino
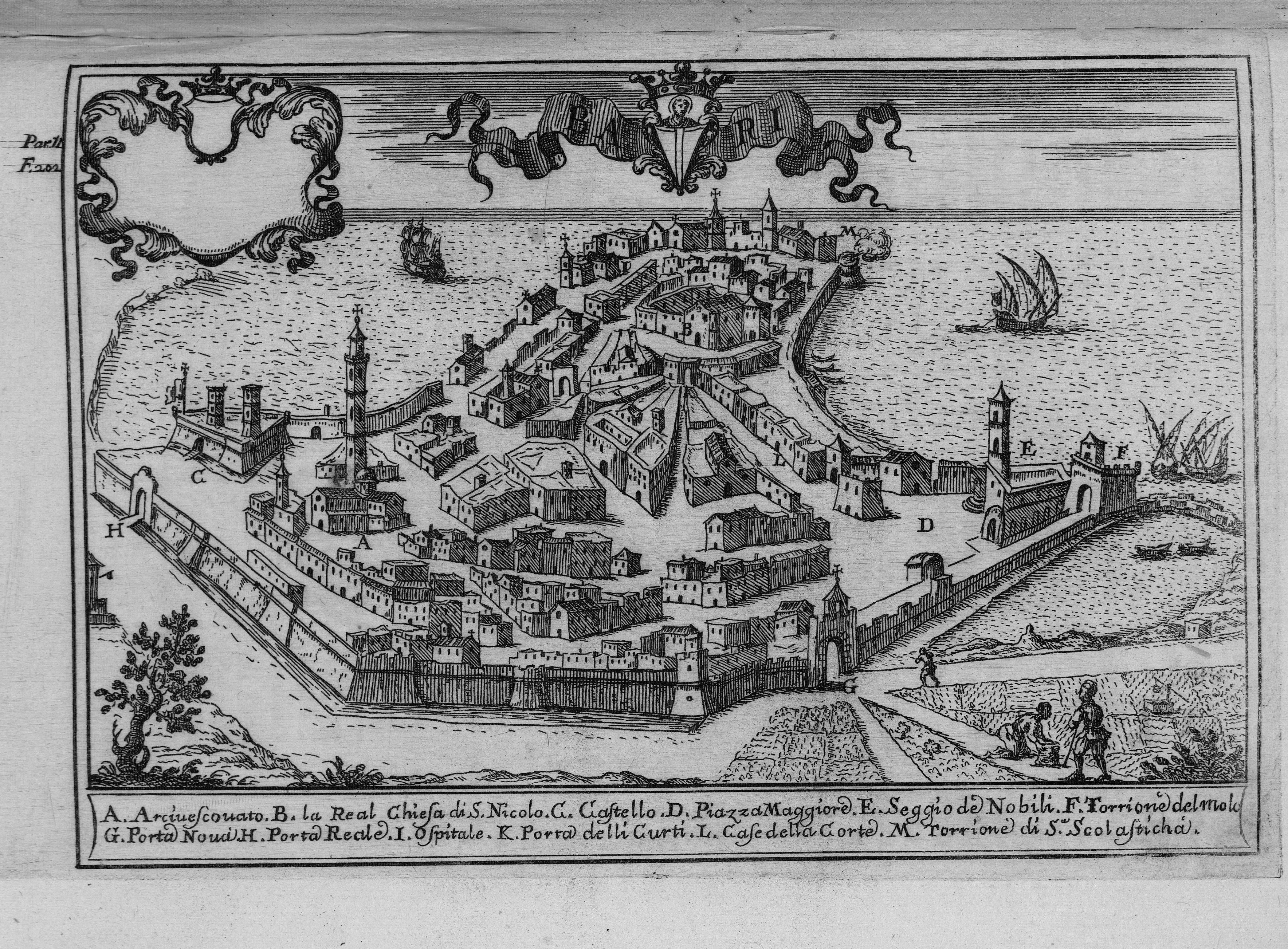
Bari
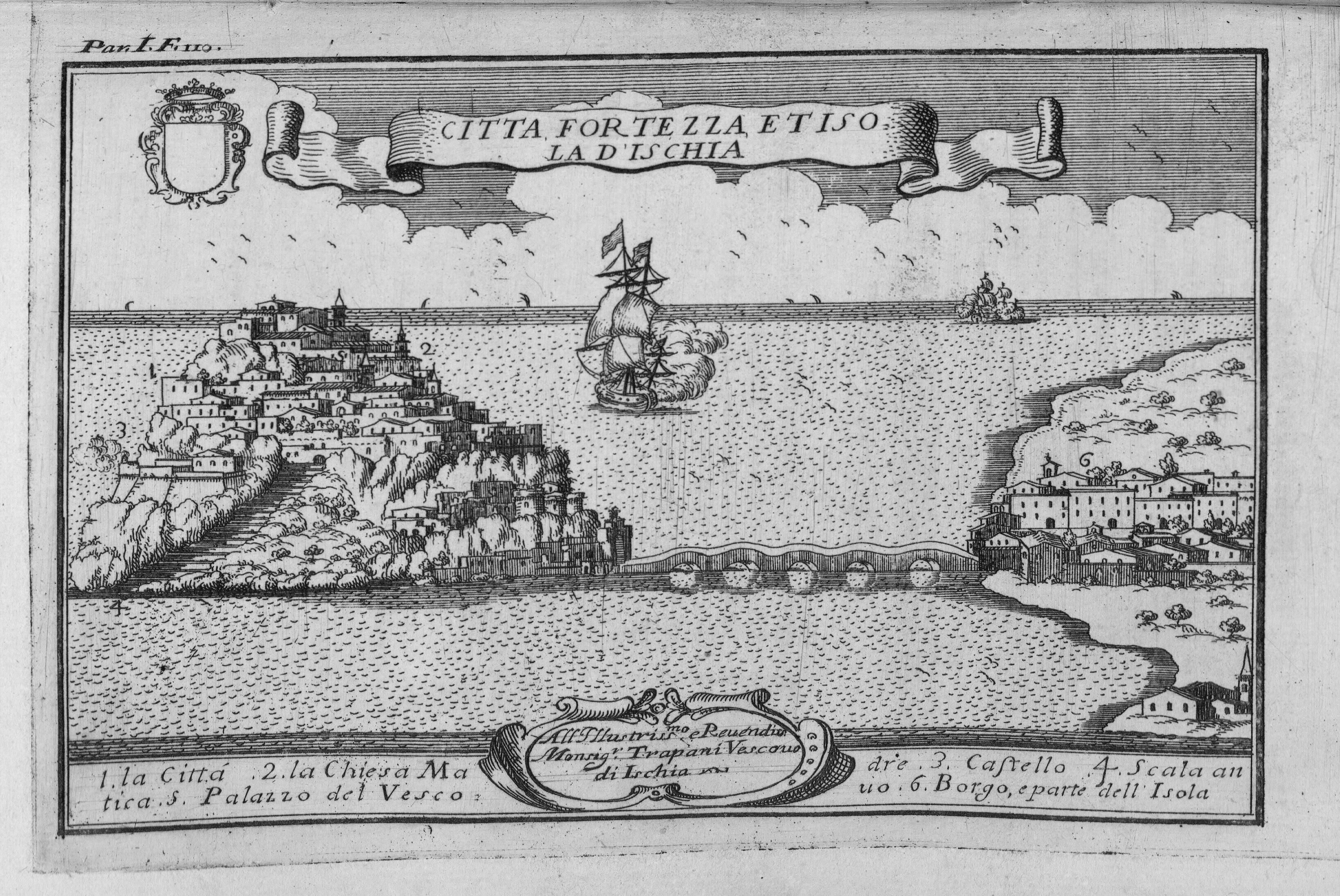
Île et forteresse d'Ischia
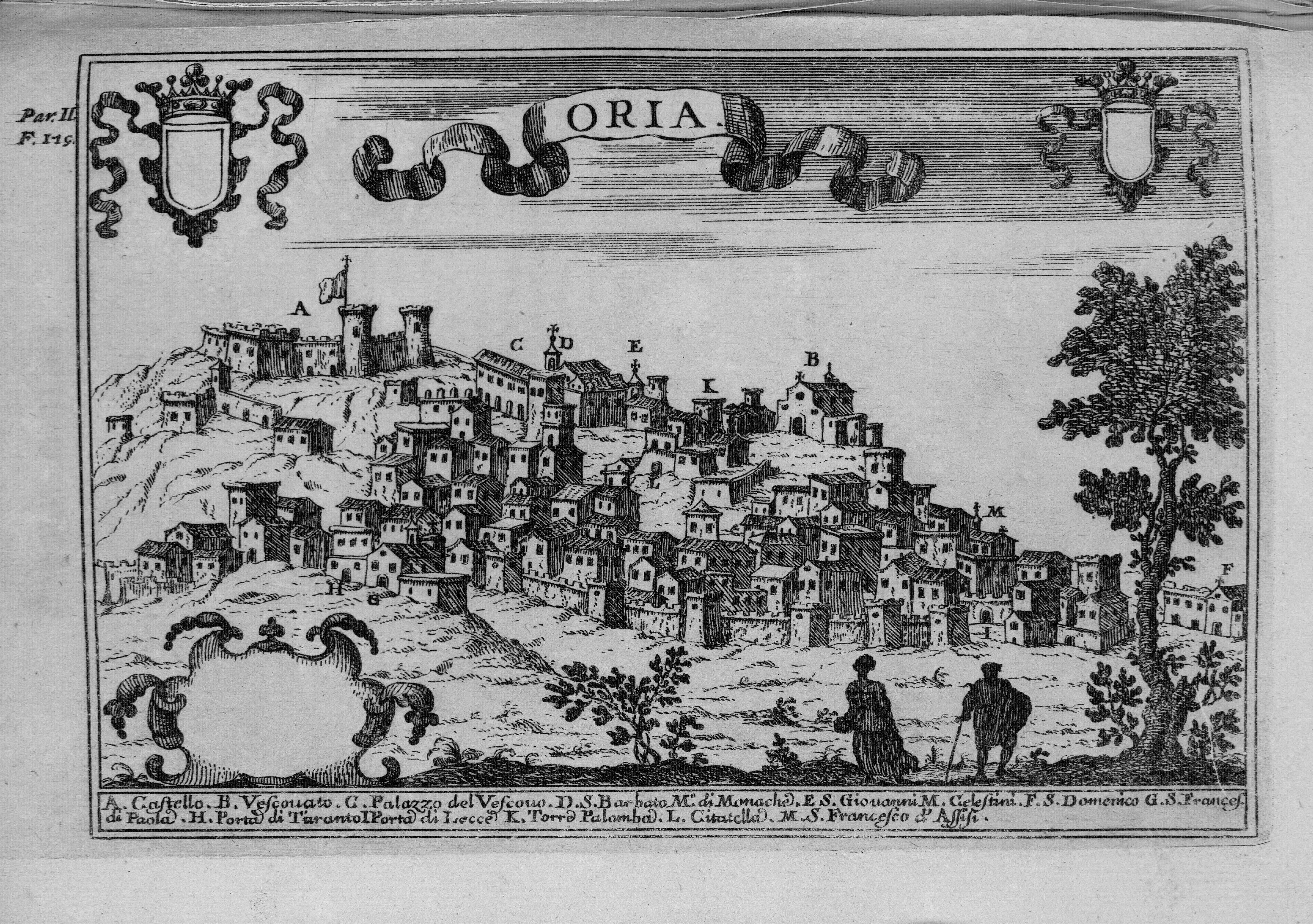
Oria
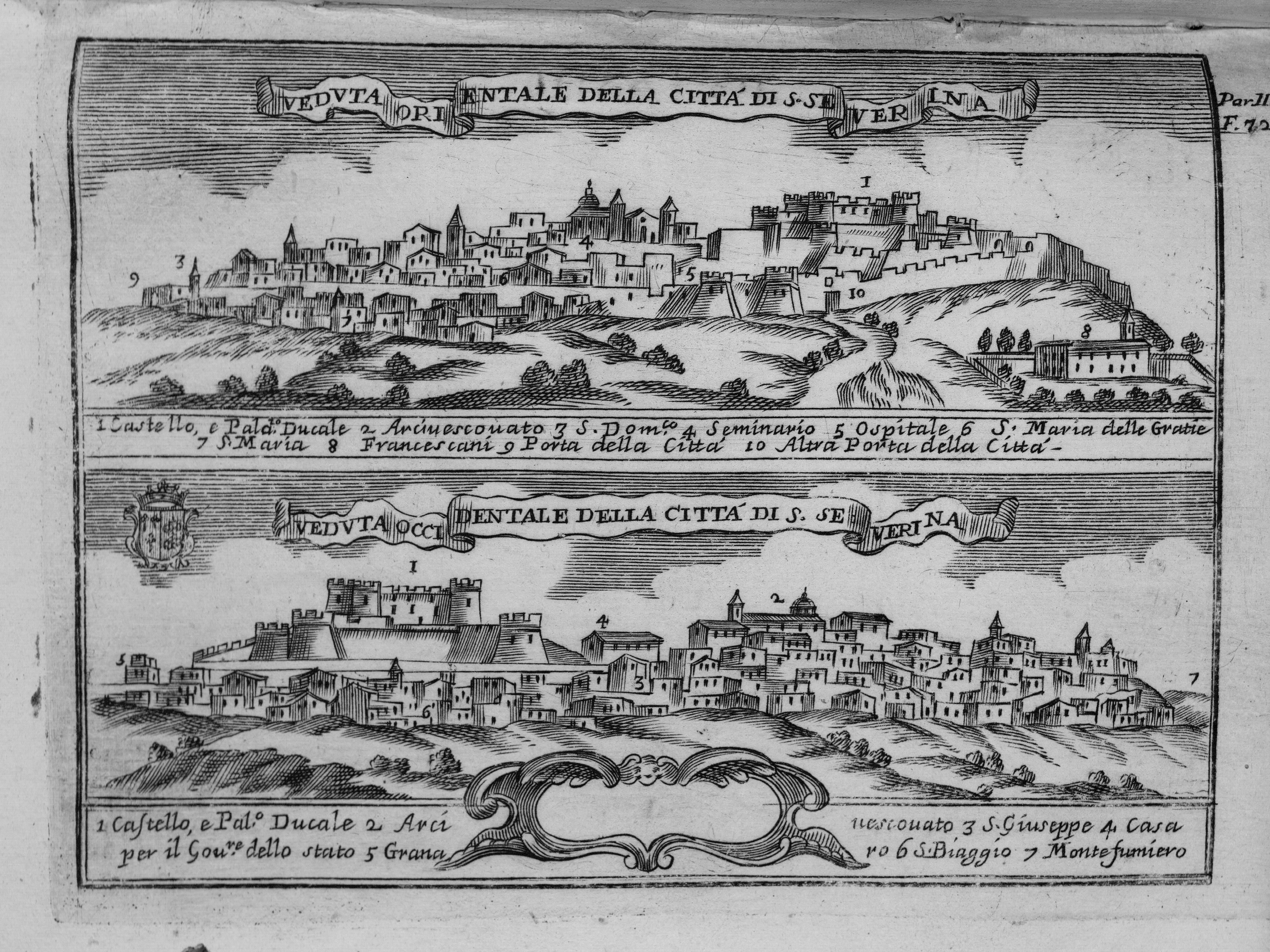
Sanseverino
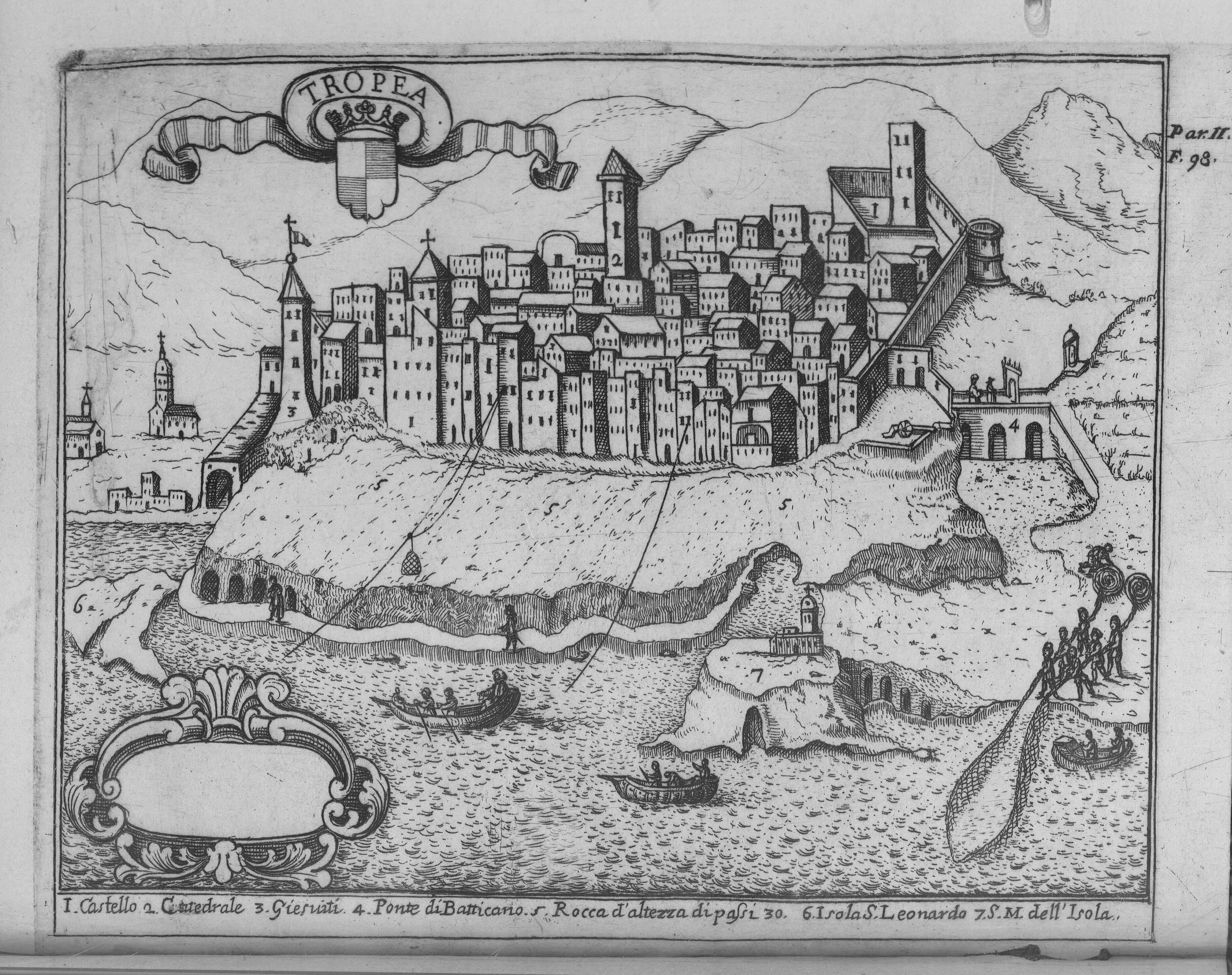
Tropea